# Hylesia mymex
Hylesia mymex är en fjärilsart som beskrevs av Dyar 1913. Hylesia mymex ingår i släktet Hylesia och familjen påfågelsspinnare. Inga underarter finns listade i Catalogue of Life.